# Endospermum
Endospermum es un género perteneciente a la familia de las euforbiáceas con 23 especies de plantas descritas y de estas, solo 14 aceptadas. Se encuentran desde India a China, y desde el sudeste de Asia a Australia y Fiyi.

## Taxonomía
El género fue descrito por George Bentham y publicado en Flora Hongkongensis 304. 1861. La especie tipo es: Endospermum chinense

## Especies aceptadas
A continuación se brinda un listado de las especies del género Endospermum aceptadas hasta octubre de 2012, ordenadas alfabéticamente. Para cada una se indica el nombre binomial seguido del autor, abreviado según las convenciones y usos.
- Endospermum banghamii Merr.
- Endospermum chinense Benth.
- Endospermum diadenum (Miq.) Airy Shaw
- Endospermum domatiophorum J.Schaef.
- Endospermum labios Schodde
- Endospermum macrophyllum (Müll.Arg.) Pax & K.Hoffm.
- Endospermum medullosum L.S.Sm.
- Endospermum moluccanum (Teijsm. & Binn.) Kurz
- Endospermum myrmecophilum L.S.Sm.
- Endospermum ovatum Merr.
- Endospermum peltatum Merr.
- Endospermum quadriloculare Pax & K.Hoffm.
- Endospermum robbieanum A.C.Sm.
- Endospermum ronaldii J.Schaef.